# Франсиско Кастаньос
Франсиско Хавиер Кастаньос, херцог на Байлен (на испански: Francisco Javier Castaños) 22 април 1758 г., Мадрид, – 24 септември 1852 г., Мадрид), е испански генерал, служил по време на Наполеоновите войни и взел активно участие в освободителната за испанците Полуостровна война.
През 1808 г. принуждава френския генерал Дюпон да капитулира в битката при Байлен, но скоро след това е разбит в сражението при Тудела.
През 1811 г. отново е назначен за командир на испанската армия, която води с чест под ръководството на Уелингтън, особено в битката при Албуера.
През 1843 г., след свалянето от власт на Еспартеро, Кастаньос е избран вместо Агустин Алварес за опекун на кралица Исабела, но поради напредналата си възраст почти няма политическо влияние.